# The Golden Band
The Golden Band es el tercer álbum de estudio de la banda estadounidense The American Analog Set. Fue lanzado el 6 de julio de 1999 por el sello discográfico Emperor Jones.

## Listado de canciones
1. «Weather Report» – 2:53
2. «Good Friend Is Always Around» – 2:32
3. «It's All About Us» – 6:29
4. «A Schoolboy's Charm» – 4:22
5. «The Wait» – 3:09
6. «New Drifters I» – 2:00
7. «New Drifters II» – 3:13
8. «New Drifters III» – 3:41
9. «New Drifters IV» – 0:46
10. «Golden Band» – 3:00
11. «I Must Soon Quit the Scene» – 5:39
12. «Will the Real Danny Radnor Please Stand?» – 2:32